# کوسه صیقلی خال‌سفید
کوسه صیقلی خال‌سفید (نام علمی: Mustelus palumbes) نام یک گونه از سرده کوسه صیقلی است.